# Crucea de jurământ a bețivilor

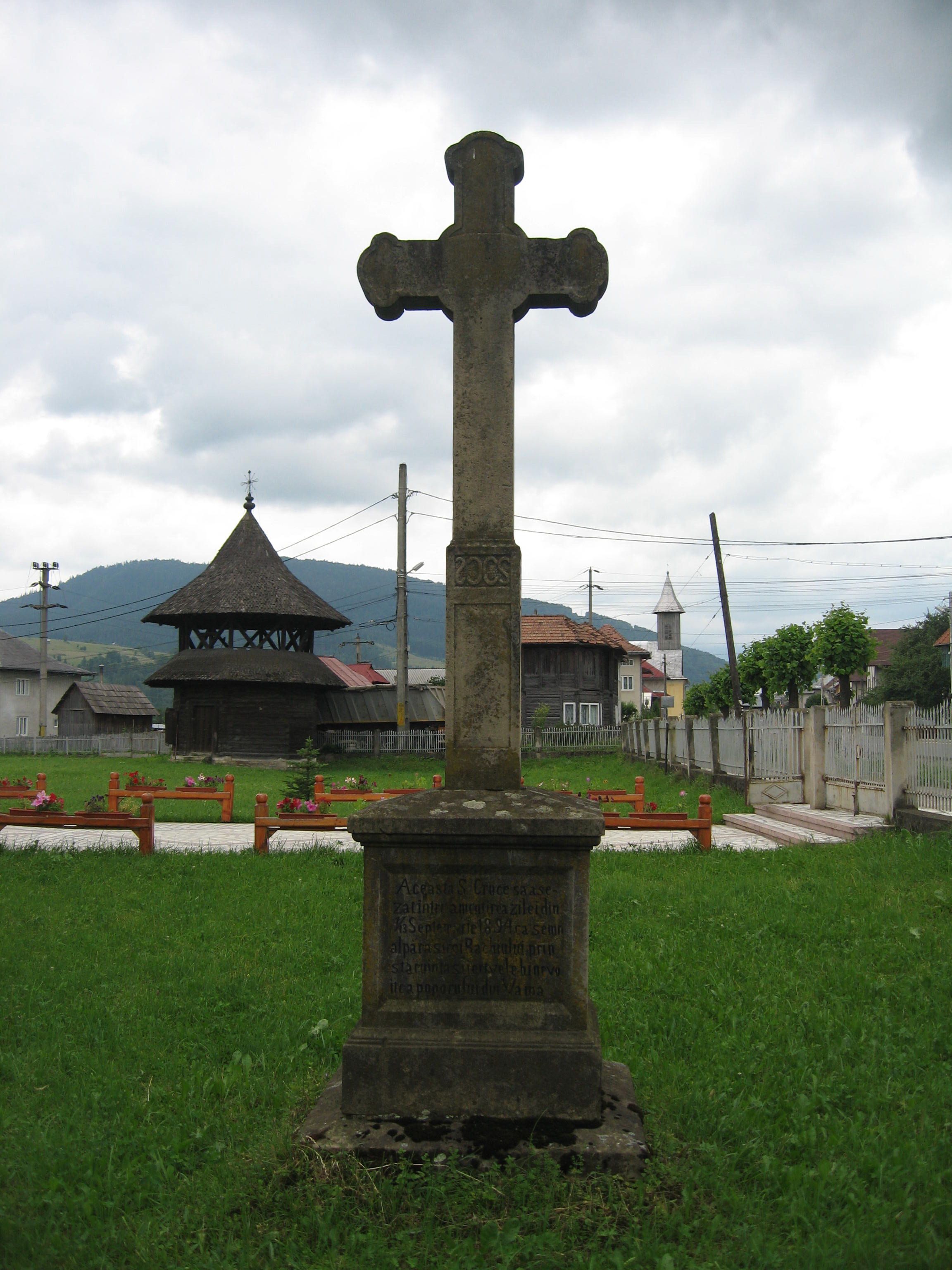
Crucea de jurământ a beţivilor din Vama.

Crucea de jurământ a bețivilor este un monument de forma unei cruci ridicat cu prilejul jurământului de a se lăsa de băutură, în prezența unui preot, în unele localități din Bucovina.

## Obiceiul jurământului
În zona montană a Bucovinei, unde o mare parte a anului este foarte frig, locuitorii obișnuiesc să se încălzească prin consumarea de băuturi alcoolice spirtoase. Unii dintre ei au devenit astfel alcoolici, iar dependența de spirtoase i-a îndemnat spre înfăptuirea mai multor nelegiuiri.
Spre sfârșitul secolului al XIX-lea, cum mulți oameni promiteau că se lasă de alcool dar nu se țineau de cuvânt, s-a încetățenit obiceiul ca cei bețivi să jure în fața unui preot, cu mâna pe Biblie, că o anumită perioadă (un an, doi ani, pe viață) nu vor mai pune în gură nici o picătură de alcool. Preotul citea cu acest prilej Moliftele Sf. Vasile cel Mare, iar clopotele bisericii băteau pentru a anunța comunitatea că un om a renunțat la acest viciu .
Pentru a le aduce aminte celor ce au jurat de faptul că trebuie să-și respecte jurământul, dar și din dorința de a-i face și pe ceilalți să se lepede de acest viciu, în unele localități au fost construite monumente care să aducă aminte oamenilor de jurământ.

## Monumente ridicate
- În satul Vama se află o astfel de cruce în curtea bisericii. Monumentul din piatră amintește de ziua de 1/13 septembrie 1894 când 20 de locuitori ai satului au făcut un jurământ "ca semn al părăsirei rachiului" în fața parohului Nicolae Lomicovschi. Pe toate cele patru laturi ale soclului crucii sunt înscrise numele a 2o persoane, unul dintre ei fiind adus de către ceilalți 19 ("aistea sau ostenit de au adus pe Ștefan Sencuc", după cum scrie pe monument). Inscripția săpată pe monument este următoarea: "Această S. Cruce sa așezat întru amentirea zilei din 1/13 Septemvrie 1894 ca semn al părăsirei Rachiului prin stăruința și jertvele binevoite a poporului din Vama în timpul păstoriei Sufletesci a Exarchului Nicolai Lomicosvci Paroch".

- Un monument similar se află în satul Sadova, păstrat astăzi în curtea unui cetățean. Pe monument se află două jurăminte: unul din august 1894 pe care scrie: "Această cruce s-a ridicat pe cheltuiala poporenilor din Sadova întru preamărirea lui Dumnezeu, în amintirea zilei de 30 august 1894, cînd s-au lepădat de beție și au juruit trezire cu silința lor", iar celălalt din 29 august 1934, care este o repetare a primului, pe motiv de creștere a alcoolismului: "Adusu-ne-am aminte de jurămîntul strămoșilor noștri de acum 40 ani și, întărindu-l, îl preaslăvim pe Dumnezeu". [1]

- A mai existat și un monument în orașul Vatra Dornei pe care era amintită duminica de septembrie a anului 1894 când, după sfânta slujbă de la biserică, bețivii din localitate au fost puși de preot să jure, în fața unui butoi plin cu rachiu, că se lasă de băut. Alaiul de enoriași a străbătut tot orașul în sunet de bucium și bubuit de pistoale. Butoiul a fost apoi blestemat de către preot și îngropat la o intersecție de drumuri, pe acel loc fiind ridicat un monument întru amintirea acelei zile.

După cum scria atunci în ziarul "Deșteptarea" din Cernăuți: "Din Vatra Dornei primim știrea că toți frații noștri de acolo s-au lăsat de băuturile cele otrăvitoare și trei români, anume George Boancheș, Toader a lui Istrati Nacu și Toader Lucasievici. Dornenii au mai ridicat o cruce tare frumoasă de piatră care, după slujba cu sobor, a fost sfințită cu mare pompă. Pe cruce a fost scris: spre memoria părăsirii bauturei rachiului". Monumentul a fost sparte cu un ciocan în anii '60 ai secolului al XX-lea de către un secretar de partid, Ioan Iacoban, care s-a arătat deranjat de faptul că acesta era observat de către toate oficialitățile ce soseau în oraș.

## Fotogalerie

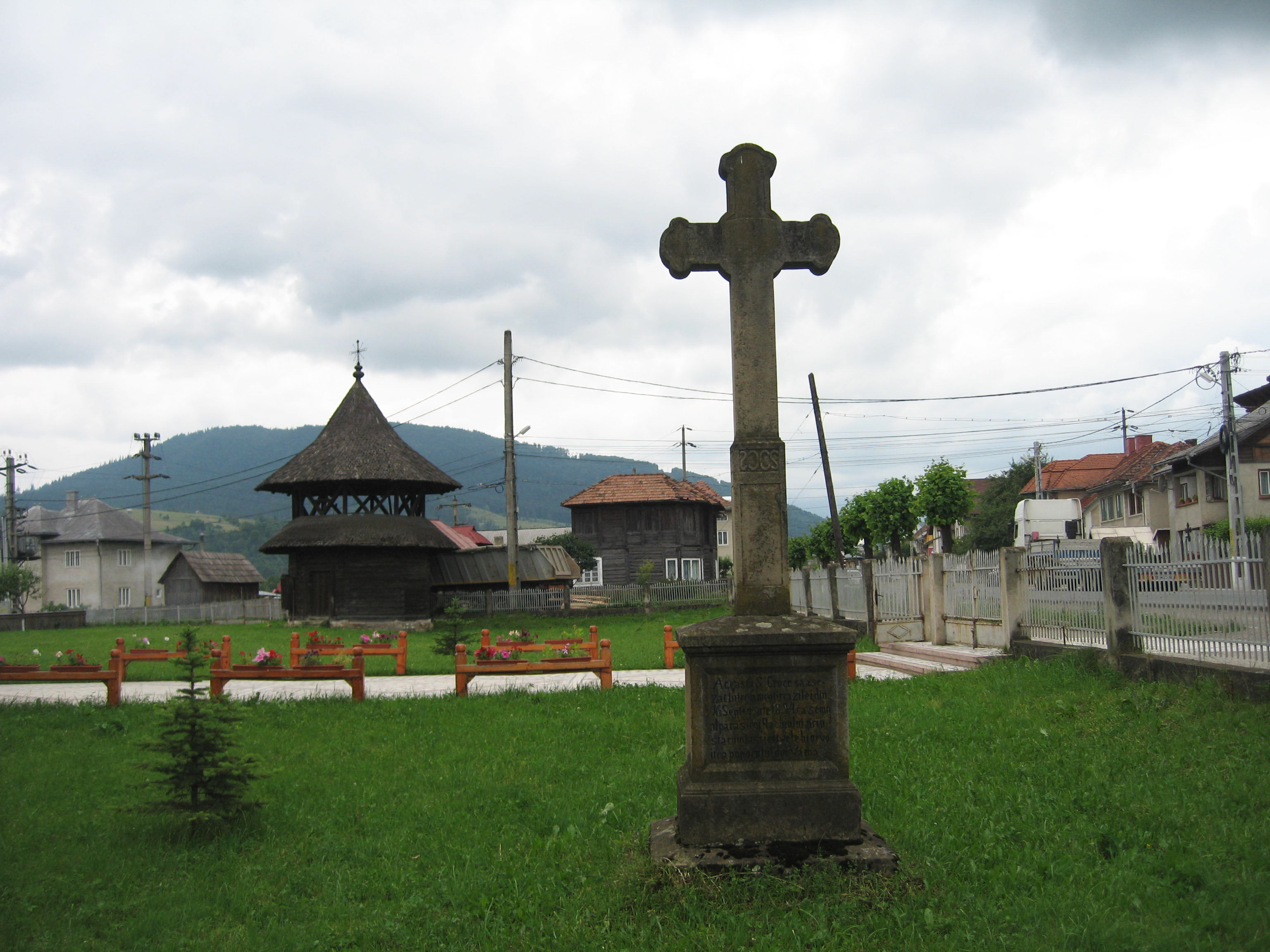
Crucea de jurământ a beţivilor din Vama
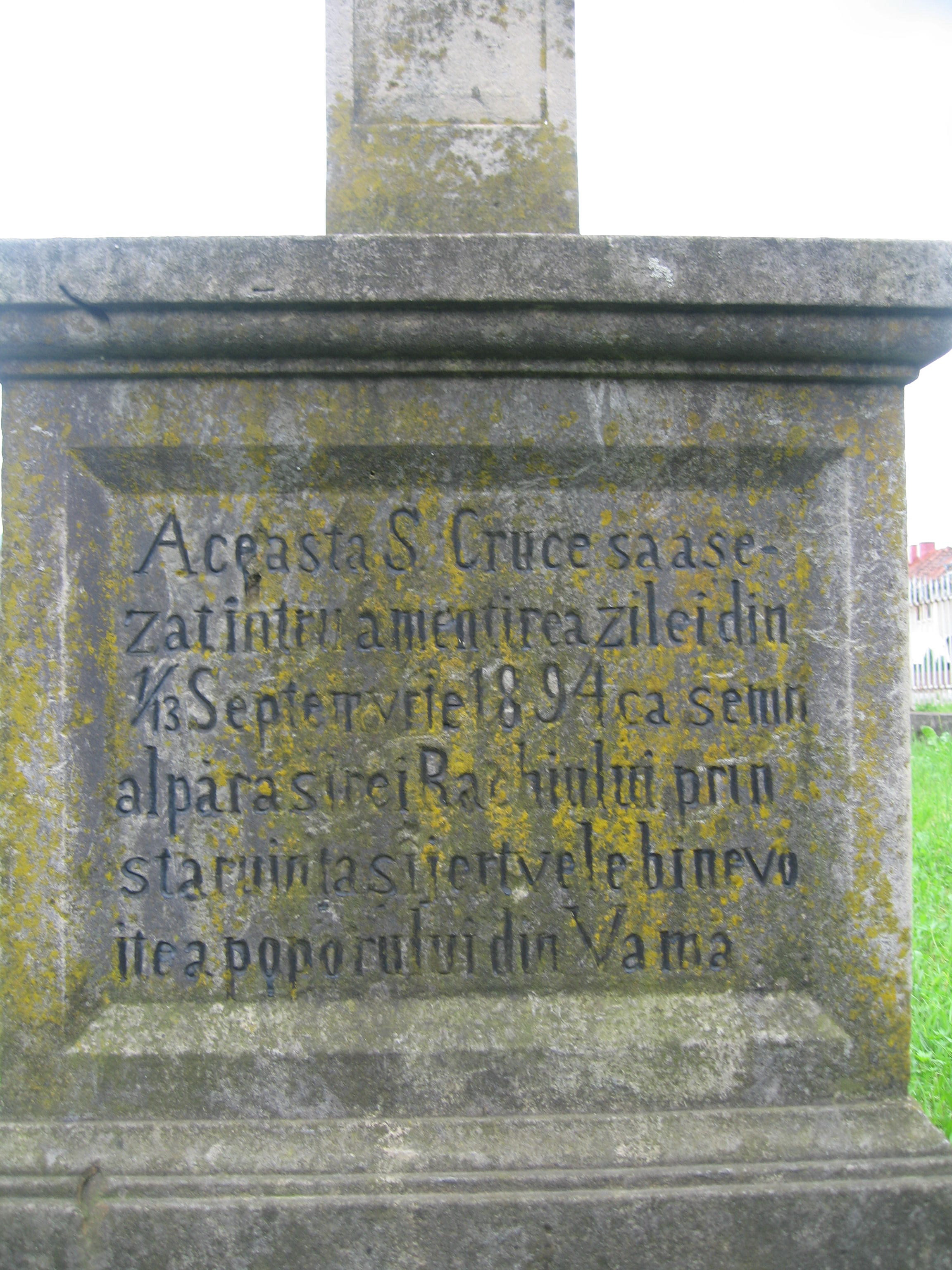
Crucea de jurământ a beţivilor din Vama - inscripţie
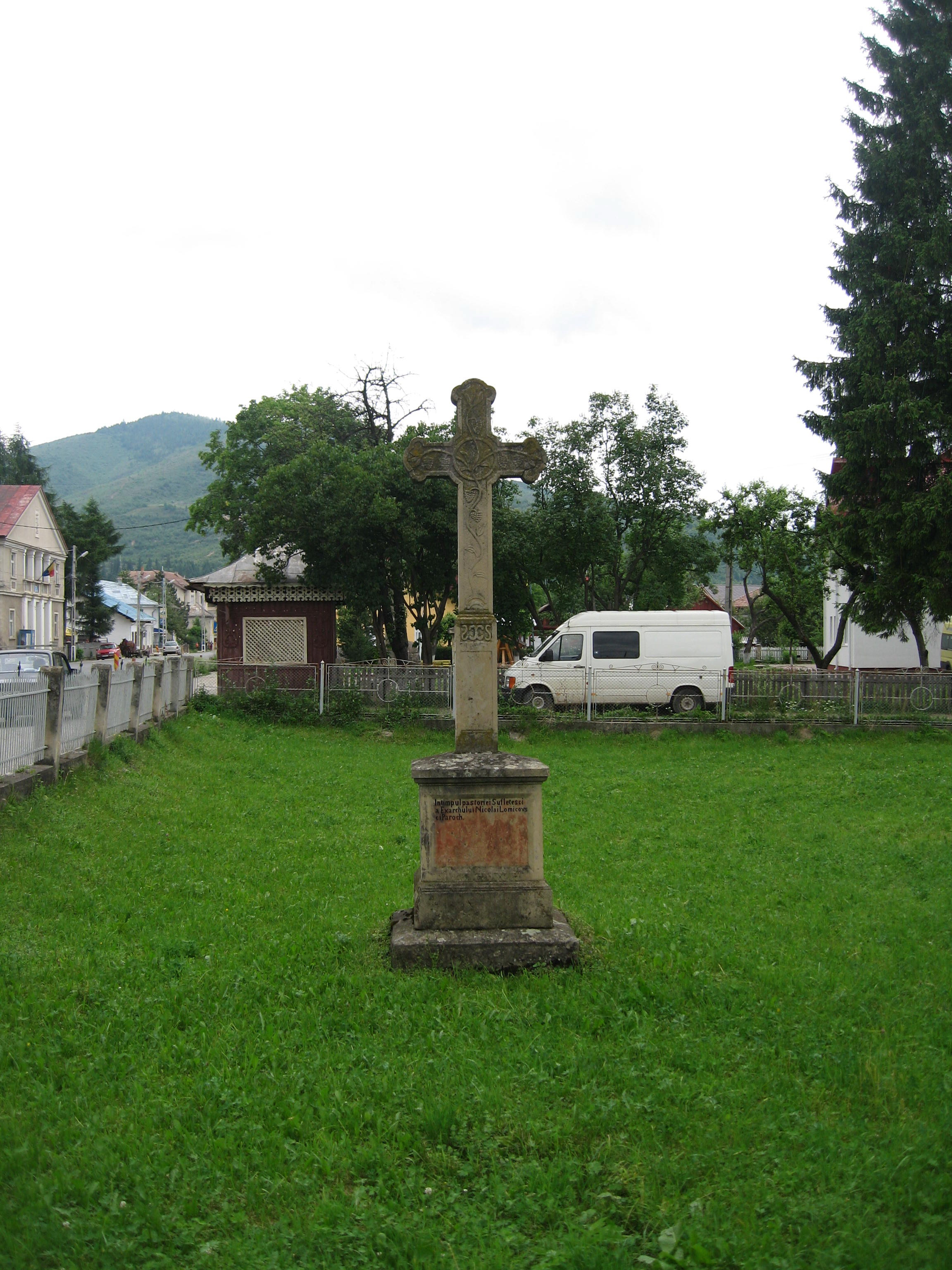
Crucea de jurământ a beţivilor din Vama - inscripţie
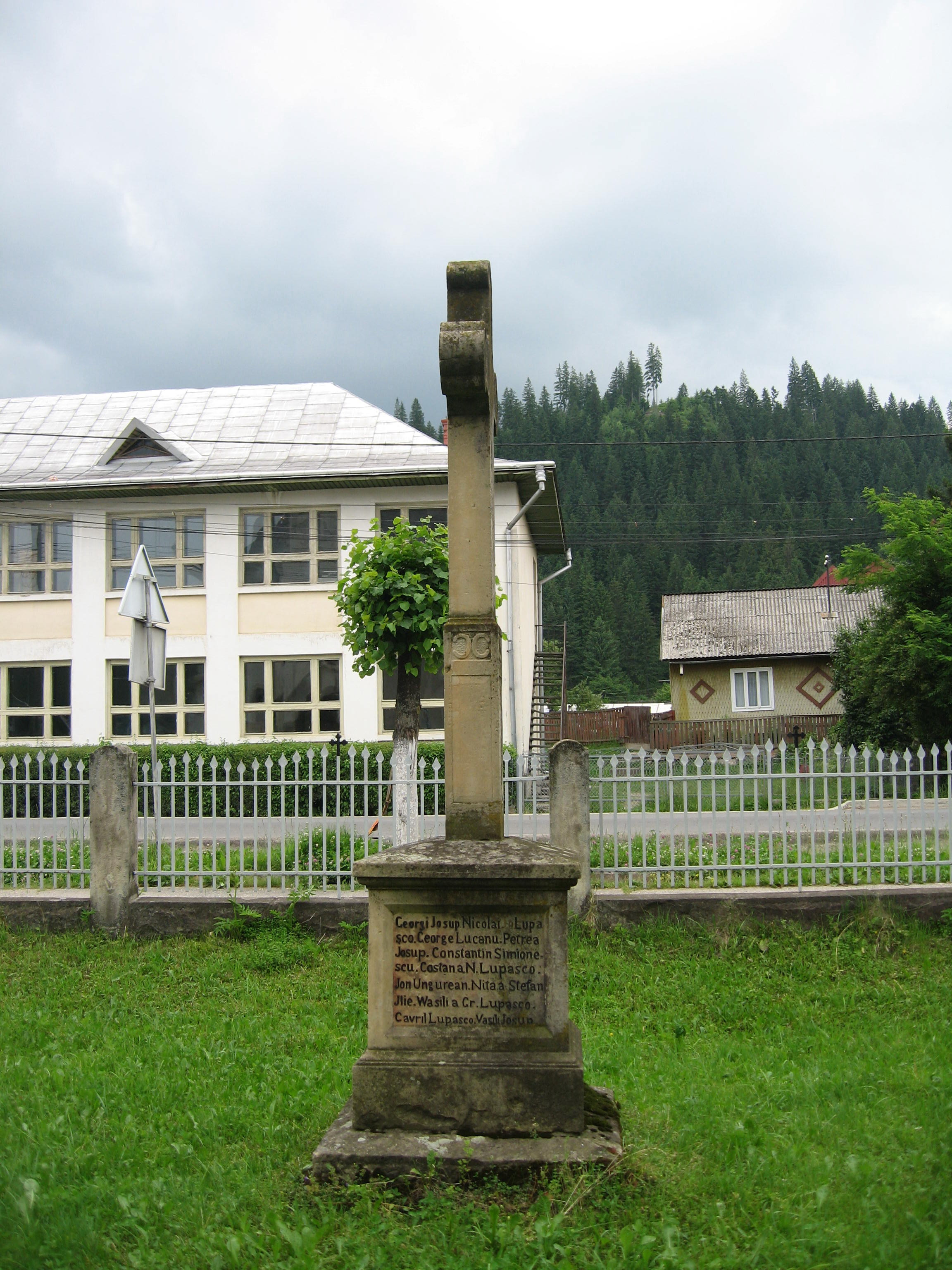
Crucea de jurământ a beţivilor din Vama - numele celor ce au părăsit rachiul
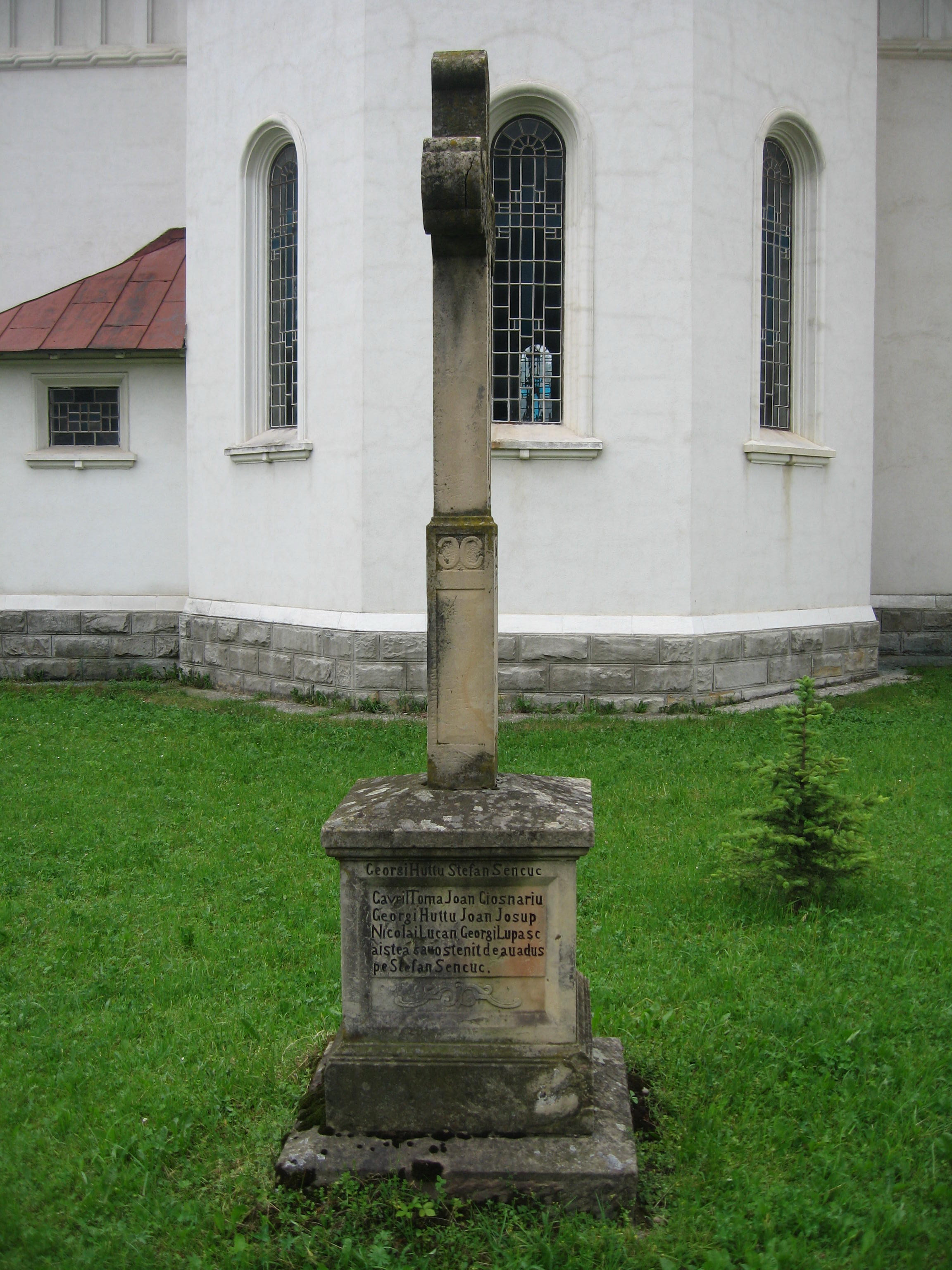
Crucea de jurământ a beţivilor din Vama - numele celor ce au părăsit rachiul